# Zahlungsverhalten
Unter Zahlungsverhalten (oder Zahlungsmoral, Zahlungsgewohnheiten; englisch payment practise, payment behaviour) von Schuldnern wird deren Bereitschaft und Fähigkeit verstanden, ihren Zahlungspflichten bei Fälligkeit vollständig und unverzüglich nachkommen zu wollen.

## Allgemeines
Mit Zahlungsverhalten wird manchmal auch die Auswahl der durch die Wirtschaftssubjekte bei der Zahlung verwendeten Zahlungsmittel umschrieben, wofür jedoch der Begriff Zahlungsverfahren vorgesehen ist. Vom Zahlungsverhalten sind alle Geschäftsbeziehungen betroffen, also B2B, B2C, B2A und A2B. Als Maßstab verlangt § 286 Abs. 3 BGB, dass der Schuldner einer Forderung spätestens in Verzug gerät, wenn er nicht innerhalb von 30 Tagen nach Fälligkeit und Zugang einer Rechnung leistet. Diese Vorschrift wurde eingeführt, nachdem sich die Zahlungsmoral in Deutschland weiter verschlechtert hatte.
Das tatsächliche Zahlungsverhalten von Schuldnern muss sich an dieser 30-Tage-Frist orientieren. Wer unverzüglich nach Zugang der Rechnung zahlt, wird als pünktlicher Schuldner eingestuft, die Ausnutzung der 30 Tage gilt als gesetzeskonformes Zahlungsverhalten. Darüber hinaus liegt ein Zahlungsverzug vor, der eine Mahnung auslöst und als schlechte Zahlungsmoral zu klassifizieren ist. Das Zahlungsverhalten der Schuldner beeinflusst auch die Verkaufsentscheidungen der Dienstleister, Händler oder Verkäufer, die bei schlechter Zahlungsmoral entweder Vorauszahlung verlangen oder nicht mehr an die betroffenen Käufer liefern.
Das Zahlungsverhalten eines Schuldners hängt von seiner Fähigkeit und Bereitschaft ab, Geldschulden fristgerecht an den Zahlungsempfänger zu zahlen. Die Fähigkeit hängt wiederum von der Liquidität des Schuldners ab, die Bereitschaft ist im Zusammenhang mit dem Willen des Schuldners zur Rückzahlung zu sehen. Bei der Untersuchung des Zahlungsverhaltens ist es zunächst ohne Belang, welcher der beiden Faktoren das Verhalten beeinflusst. Jedenfalls ist die Qualität des Zahlungsverhaltens (Zahlungsmoral) umso besser, je früher die Schulden beglichen werden bzw. je geringer der Zahlungsverzug ausfällt.

## Ursachen für schlechte Zahlungsmoral
Als Ursachen für eine schlechte Zahlungsmoral von Privatpersonen kommen in Deutschland unkontrolliertes Konsumverhalten (73 %), Überschuldung (60 %), Liquiditätsprobleme (57 %) oder Arbeitslosigkeit (31 %) in Frage. Auch Unzufriedenheit mit der Leistung der Unternehmen (Qualitätsmangel), Vergesslichkeit und Eingehungsbetrug sind Ursachen. Die Anteile dieser Ursachen können sich konjunkturbedingt verschieben. Vor allem von der Zahlungsmoral betroffen sind E-Commerce-Unternehmen (54 %), Energieversorger (38 %), Vermieter (37 %) oder das Handwerk (36 %). 89 % der Inkassounternehmen gaben an, dass das Zahlungsverhalten öffentlicher Auftraggeber sehr unzufriedenstellend ist. Gläubiger warten auf Zahlungen von Verbrauchern (C2B) etwas länger (Durchschnitt: 80,82 Tage) als auf das Geld von B2B-Schuldnern (72,34 Tage).

## Kennzahlen
Das Zahlungsverhalten der Debitoren wird durch das Forderungsmanagement untersucht. Das Zahlungsverhalten von Unternehmen kann mittels folgender Kennzahlen gemessen und beurteilt werden:
- Altersstruktur der Forderungen,
- Umschlagsgeschwindigkeit der Forderungen,
- Skontoausnutzungsgrad und
- Gütegrad des Zahlungsverhaltens.

Maßgeblich sind betriebswirtschaftliche Kennzahlen wie das durchschnittliche Zahlungsziel (englisch days sales outstanding, DSO), Umschlagsgeschwindigkeit der Forderungen oder der Skontoausnutzungsgrad. Eine wichtige Kennzahl ist der Anteil verspäteter oder uneinbringlicher Zahlungseingänge an den gesamten Zahlungseingängen. Untersucht werden kann auch die Zahlung nach Zahlungsverfahren (Banküberweisungen, Echtzeitüberweisungen, Lastschriften, Zahlungskarten), Zahlung nach Zahlungsverhalten (Skonto, Zahlungsziel in Tagen), Debitoren nach Anzahl der Mahnungen oder Debitoren nach Bonitätsklasse.
Untersucht wird, wann ein Debitor seine Verbindlichkeiten bezahlt, wobei der Zeitraum zwischen dem Zugang der Rechnung und dem Zahlungseingang beim Gläubiger zugrunde gelegt wird.

## Wirtschaftliche Aspekte
Die Zahlungsmoral schwankt zwischen pünktlicher Zahlung, Zahlungsstörungen, Zahlungsrückstand, Zahlungsunfähigkeit und Zahlungsunwilligkeit. Für den Gläubiger beginnt ein Zahlungsrisiko bereits bei Zahlungsstörungen. Dieses Zahlungsrisiko ist ein typisches Unternehmerrisiko. Für Gläubiger gilt es im Forderungsmanagement, Debitoren mit mangelnder Zahlungsmoral frühzeitig zu identifizieren.
Das Zahlungsverhalten aller Wirtschaftssubjekte ist eng mit der Konjunktur verknüpft. Es verbessert sich während des Wirtschaftswachstums und verschlechtert sich bei Rezessionen oder gar Finanzkrisen. Die Konjunkturzyklen wirken sich meist auf die Bonität einzelner Wirtschaftssubjekte und ganzer Wirtschaftszweige aus, weil deren wirtschaftliche Verhältnisse von der jeweiligen Konjunkturlage mehr oder weniger beeinflusst werden. In der Rezession häufen sich Unternehmenskrisen und Arbeitslosigkeit, was sich auf die Liquidität der Schuldner auswirkt. Hier kann sich ein Dominoeffekt ergeben, denn eine schlechte Zahlungsmoral führt bei den Gläubigern zu schlecht oder nicht mehr liquidierbaren Forderungen mit der Folge von Forderungsverlusten, so dass diese Gläubiger ihre eigene Zahlungsmoral verschlechtern. Unternehmen gaben bei B2B an, dass sie zu 55 % deshalb zu spät zahlen, weil sie Zahlungsausfälle bei eigenen Kunden hatten. Die Zahlungsmoral ist ein wesentliches Kriterium beim Rating oder Kreditscoring von Schuldnern.
Die Kreditversicherung Euler Hermes gibt an, dass die schlechte Zahlungsmoral der Kunden in 82 % der Fälle für eine Unternehmenskrise ursächlich war.
In der Volkswirtschaftslehre reflektiert die Bargeldumlaufquote {\displaystyle b} die Zahlungsgewohnheiten und wird durch die Opportunitätskosten der Bargeldhaltung (entgangene Habenzinsen) beeinflusst:
{\displaystyle {\text{b}}={\frac {\text{BU}}{\text{M}}}},
wobei {\displaystyle BU} für Bargeldumlauf und {\displaystyle M} für die Geldmenge stehen. Ein steigendes Zinsniveau verringert die Bargeldumlaufquote und umgekehrt.
Nutzung der Zahlungsmittel
In der Volks- und der Betriebswirtschaftslehre bildet das Zahlungsverhalten einen Teil des Kaufverhaltens und betrifft die Auswahl des Zahlungspflichtigen, welche Zahlungsmittel (Bargeld, Buchgeld als bargeldloser Zahlungsverkehr oder Geldsurrogate wie Kreditkarte, Guthabenkarte oder Scheck) er zu Gunsten des Zahlungsempfängers einsetzt. Das Zahlungsverhalten hängt einerseits von den Zahlungsbedingungen und andererseits von den Usancen ab, die in jedem Staat unterschiedlich sind. Messbar ist das Zahlungsverhalten durch die Bargeldquote oder die Bargeldzahlungsquote. Die Bargeldquote ist eine Kennzahl, die den Anteil des Bargeldumlaufs im Verhältnis beispielsweise zum Bruttoinlandsprodukt wiedergibt. Die Bargeldzahlungsquote ist der Anteil der Bargeldzahlungen am Gesamtumsatz oder an allen Transaktionen. Während weltweit Unternehmen ihre Zahlungen fast ausnahmslos bargeldlos leisten, sind es die Verbraucher in Deutschland weiterhin gewöhnt, ihre Geschäfte des Alltags im Handel mit Bargeld zu bezahlen. Besonders hoch ist mit 96 % der Bargeldanteil in Kneipen, Cafés oder Schnellrestaurants. Erst die Einführung von Finanzinnovationen konnte den Bargeldanteil zurückdrängen. Ab 1961 kamen Überweisungen oder Daueraufträge hinzu, 1964 Lastschriften, 1968 Eurocheques mit Ec-Card und ab 1990 Electronic Banking. Erst an der Ladenkasse entscheiden sich 60 % der deutschen Verbraucher, zu welchem Zahlungsmittel sie greifen.

## Statistik
Das längste Zahlungsziel mit durchschnittlich 91 Tagen gab es 2019 in Griechenland, gefolgt von 88 Tagen in der Volksrepublik China. Es folgten Spanien (39 Tage), Großbritannien (33), Belgien und Frankreich (32), Schweiz (31), Dänemark (24) und Deutschland (23 Tage). Der Anteil von Zahlungseingängen mit Zahlungsverzug und Zahlungsausfall an den gesamten Zahlungseingängen betrug 2019 in Großbritannien 18 % bzw. 3 %, gefolgt von Belgien (17 % / 3 %), Schweiz (16 % / 2 %), Frankreich (15 % / 2 %), Spanien (14 % / 2 %), Dänemark (14 % / 1 %) und Deutschland (13 % / 1 %). Während bei Geschäftskunden als Grund für die schlechte Zahlungsmoral mit 55 % der Zahlungsausfall bei eigenen Kunden genannt wird, geben Privatkunden zu 57 % einen momentanen Liquiditätsengpass an, gefolgt von Vergesslichkeit (47 %), Überschuldung/Privatinsolvenz (45 %) und Eingehungsbetrug (36 %).